# Перелік регламентів Європейського Союзу
Це неповний перелік важливих регламентів Європейського Союзу.

## Регламенти Європейського Парламенту та Ради

### 1987 рік
- Регламент Ради (ЄЕС) № 2658/87 від 23 липня 1987 року створив номенклатуру товарів під назвою Комбінована номенклатура (КН), створену для задоволення вимог як Єдиного митного тарифу, так і статистики зовнішньої торгівлі Європейського Союзу.[1]

### 1994 рік
- Регламент Ради (ЄС) № 1164/94 від 16 травня 1994 року про створення Фонду згуртованости[en].
- Регламент № 2257/94 про стандарти якості для бананів.

### 1995 рік
- Регламент про торговельні бар'єри[en] (TBR). Будь-яка компанія чи група компаній ЄС може використовувати TBR, щоб поскаржитися в Європейську комісію на перешкоди для торгівлі в третіх країнах, наприклад, на заборону імпорту, або на практику зовнішньої торгівлі, яка створює проблеми для бізнесу на європейському ринку, наприклад, іноземні субсидії. Розслідування можуть призвести до кількох можливих дій, зокрема досягти врегулювання з третьою країною або порушити справу в Органі з врегулювання суперечок[en] (DSB) Світової організації торгівлі (СОТ).[2]
- Регламент № 1683/95 про єдиний формат віз[de].

### 1996 рік
- Регламент Ради (ЄС) № 2271/96 про захист від наслідків екстериторіального застосування законодавства, прийнятого третьою країною, та дій, що ґрунтуються на ньому або випливають з нього.[3]

### 1997 рік
- Регламент № 338/97 про захист видів дикої флори та фавни шляхом регулювання торгівлі ними[de].

### 1998 рік
- Регламент Ради 1638/98, який вносить зміни в організацію ринку оливкової олії в ЄС.[4] Див. також Спілка малих фермерів[en]
- Регламент Ради (ЄС) 2679/98 від 7 грудня 1998 року про функціонування внутрішнього ринку щодо вільного руху товарів між державами-членами був спрямований на запобігання перешкодам для вільного руху товарів, спричиненим «дією або бездіяльністю» держави-члена. Регламент уповноважував Комісію вимагати втручання держави-члена, коли дії приватних осіб створювали «перешкоду» для вільного руху товарів. Див. також Комісія проти Франції (C-265/95)[en].

### 2001 рік
- Регламент 44/2001: розподіл юрисдикції[en] та судова співпраця у цивільних і комерційних справах, що замінює Брюссельську конвенцію 1968 року. Статті 59 і 60 Регламенту (ЄС) № 44/2001 стосуються визначення доміцилію[en] для цілей транскордонних судових процесів в ЄС.[5] З 2012 року його замінює Регламент № 1215/2012.
- Регламент № 923/2012 про Статут європейського товариства.
- Регламент № 1049/2001 про доступ громадськости до документів Європейського Парламенту, Ради та Комісії[de].
- Регламент № 1206/2001 про докази.
- Регламент № 6/2002 про промислові зразки Спільноти.

### 2002 рік
- Регламент № 178/2002[de] від 28 січня 2002 року, що встановлює загальні принципи та вимоги харчового законодавства, засновує Європейський орган з безпеки харчових продуктів (EFSA) і встановлює процедури з питань безпеки харчових продуктів. Цей регламент створив систему швидкого сповіщення про харчові продукти та корми (RASFF). Регламент 178/2002 дозволяє продаж харчових продуктів, що містять живих тварин[en], якщо вони «підготовлені до розміщення на ринку для споживання людиною».[6]
- Регламент № 1030/2002, що встановлює єдиний формат дозволів на проживання для громадян третіх держав[de].

### 2003 рік
- Регламент Ради (ЄС) № 1/2003 від 16 грудня 2002 року про імплементацію правил конкуренції, викладених у статтях 81 і 82 Договору (OJ L1, 4.1.03), так званий «Регламент про модернізацію». Цей Регламент вимагає від призначених національних конкурентних органів держав-членів (NCA) та судів держав-членів застосовувати та забезпечувати виконання статей 81 та 82 Договору про заснування ЄС (стаття 814 та стаття 825 відповідно), коли національне конкурентне законодавство застосовується до угод, які можуть вплинути на торгівлю між державами-членами або призвести до зловживань, заборонених статтею 82. Він також встановив режим «правового винятку». Ці зміни часто називають «модернізацією»[7]
- Регламент № 1829/2003 про генетично модифіковані харчові продукти та корми.
- Регламент № 1830/2003 про простежуваність і маркування ГМО.

### 2004 рік
- Регламент Ради № 139/2004, який встановлює, що національні антимонопольні органи держав-членів ЄС мають компетенцію судити про підприємства, економічний і фінансовий вплив яких обмежується відповідними внутрішніми ринками.[8]
- Регламент № 261/2004, також відомий як Регламент про компенсацію за політ - права, що випливають із зриву польоту.
- Регламент № 648/2004 про миючі засоби[de].
- Регламент № 726/2004, який встановлює процедури Спільноти щодо дозволу та нагляду за лікарськими засобами для використання людиною та ветеринарією та створює Європейське агентство з лікарських засобів.[de]
- Регламент № 805/2004  про створення Європейського виконавчого листа для безспірних вимог.
- Регламент № 883/2004 про координацію систем соціального забезпечення.

### 2005 рік
- Регламент № 1/2005/ЄС  про захист тварин під час їх транспортування та пов’язаних з цим операцій.
- Регламент № 396/2005 про максимальні рівні залишкових кількостей пестицидів у продуктах харчування та кормах рослинного і тваринного походження[de].
- Регламент №648/2005 від 13 квітня 2005 року, поправка до Регламенту Ради (ЄЕС) № 2913/92, що встановлює Митний кодекс Спільноти, містить посилання на ризик та управління ризиками в ролі митних органів ЄС щодо ризику невідповідності з правилами ЄС, вплив на доходи або загрози безпеці, безпеці, громадському здоров’ю чи довкіллю.[9] Цей регламент забезпечив правову основу для розвитку управління ризиками безпеки ланцюга поставок у ЄС.[10]

### 2006 рік
- Регламент (ЄС) № 1013/2006 про перевезення відходів. 17 листопада 2023 року між Європейським парламентом і Радою було досягнуто угоди щодо перегляду цього регламенту з метою заборони експорту пластикових відходів.[11] З 2024 року його замінює Регламент № 2024/1157.
- Регламент № 561/2006 про дорожній транспорт.
- Регламент № 1107/2006 про права осіб з інвалідністю та обмеженою рухливістю під час подорожей повітряним транспортом[de].
- Регламент № 1896/2006  про створення європейського порядку здійснення платежів.
- Регламент № 1901/2006 про лікарські засоби для педіатричного застосування[de].
- Регламент № 1907/2006 Єпро реєстрацію, оцінку, авторизацію та обмеження використання хімічних речовин (REACH), яким створюється Європейське агентство з хімічних речовин (ECHA).
- Регламент № 1924/2006 про твердження щодо поживної цінности і здоров'я на харчових продуктів[de].
- Регламент № 1925/2006 про вітаміни, мінерали та інші речовини в харчових продуктах[de].

### 2007 рік
- Регламент № 715/2007 про викиди моторних транспортних засобів.
- Регламенти № 834/2007 про органічне виробництво
- Регламент № 861/2007 від 11 липня 2007 року встановив європейську процедуру дрібних позовів.[12]
- Регламент № 864/2007 про право, що застосовується до недоговірних зобов'язань (Рим II).
- Регламент № 1370/2007 про громадські послуги пасажирських перевезень залізничним і дорожнім транспортом[de].

### 2008 рік
- Регламент № 4/2009 про аліменти.
- Регламент № 440/2008 про методи тестування.
- Модернізований митний кодекс (MCC) був прийнятий відповідно до Регламенту (ЄС) № 450/2008 Європейського парламенту та Ради від 23 квітня 2008 року, що встановлює Митний кодекс Спільноти (Модернізований митний кодекс).[13] MCC було прийнято в першу чергу для того, щоб уможливити впровадження ІТ-рішень для митних і торговельних питань.[14]
- Регламент № 593/2008 про право, застосовне до договірних зобов’язань (Рим I).
- Регламент (ЄС) № 764/2008, що встановлює процедури, пов’язані із застосуванням певних національних технічних правил до продуктів, які законно продаються в іншій державі-члені, та скасовує Рішення № 3052/95/ЄС.[15] Цей регламент ґрунтується на принципі взаємного визнання та поширюється на продукти, на які не поширюється гармонізація законодавства ЄС. Див. також керівні документи для цього регламенту, опубліковані Європейською комісією. Рішення № 3052/95/EC було скасовано з 13 травня 2009 року.[15]
- Регламент (ЄС) № 765/2008 про діяльність з оцінки відповідности.[15]
- Регламент № 1272/2008 про класифікацію, маркування та пакування речовин і сумішей (CLP).
- Регламент № 1332/2008 про харчові ензими[de].
- Регламент № 1333/2008 про харчові добавки[de].
- Регламент № 1334/2008 про смако-ароматичні добавки та деякі харчові інгредієнти зі смако-ароматичними властивостями, призначені для використання в та на харчових продуктах[de].

### 2009 рік
- Регламент № 470/2009 про максимальні межі залишків фармакологічно активних речовин у харчових продуктах тваринного походження[de].
- Регламент № 810/2009 про встановлення Кодексу Спільноти щодо віз (Візовий кодекс Європейського Союзу).[de]
- Регламент № 1071/2009 про встановлення спільних правил стосовно умов, яких потрібно дотримуватись для заняття діяльністю оператора 
автомобільних перевезень[de].
- Регламент № 1073/2009 про спільні правила доступу до міжнародного ринку автобусних перевезень[de].
- Регламент № 1107/2009 про засоби захисту рослин[de].
- Регламент № 1221/2009 про добровільну участь організацій у схемі екологічного управління та авдиту Спільноти[de].

### 2010 рік
- Регламент № 995/2010 охоплює правові зобов’язання «операторів, які розміщують деревину та вироби з деревини на ринку». З 2023 року його замінює Регламент про продукти, вільні від вирубки лісів.[16]
- Регламент (ЄС) № 1095/2010 Європейського Парламенту та Ради про заснування Європейського органу з цінних паперів і ринків.[17]
- Регламент № 1223/2009 про косметичну продукцію.
- Регламент Ради № 1259/2010 про посилене співробітництво у сфері права, що застосовується до розірвання шлюбу та сепарації (Рим ІІІ).

### 2011 рік
- Регламент № 181/2011 про права пасажирів автобусного транспорту.
- Регламент № 182/2011, що регулює використання імплементаційних повноважень Європейської Комісії, також відомий як Регламент про комітологію.[18]
- Регламент № 305/2011, Регламент про будівельну продукцію.
- Регламент № 1007/2011 про назви текстильних волокон і відповідне маркування та маркування волокнистого складу текстильних виробів («Текстильні регламенти»).[19] Цей регламент скасував Директиви 73/44/ЄС, 96/73/ЄС та 2008/121/ЄС, починаючи з 8 травня 2012 року.[20]
- Регламент № 1169/2011 про надання споживачам інформації про харчові продукти (Регламент FIC).[21]
- Регламент № 1170/2011  про відмову в дозволі деяких тверджень про здоров'я, зроблених на продуктах харчування, що стосується зниження ризику захворювань.
- Регламент № 1178/2011, прийнятий 3 листопада 2011 року, передбачає регулювання екіпажів, які працюють у цивільній авіації.[22]
- Регламент № 1227/2011 про доброчесність та прозорість на оптовому енергетичному ринку.

### 2012 рік
- Регламент № 648/2012 про європейську ринкову інфраструктуру.
- Регламент №528/2012 про біоцидні речовини.
- Регламент № 649/2012 про експорт та імпорт небезпечних хімічних речовин[de].
- Регламент № 650-2012 про правонаступництво[de] щодо заповіту та спадкування. Він набув чинности 17 серпня 2012 року та повністю застосовувався з 17 серпня 2015 року. Данія, Ірландія та Сполучене Королівство відмовилися прийняти цей регламент.[23]
- Регламент № 1151/2012 щодо схем якости сільськогосподарської продукції та харчових продуктів містить положення щодо маркування харчових продуктів з гарантованою традиційною особливістю[en] (TSG) у розділі III (статті 17-26).[24]

### 2013 рік
- Регламент № 524/2013 про онлайн-вирішення спорів у справах споживачів[de].
- Регламент № 575/2013 про пруденційні вимоги для кредитних установ.
- Регламент № 604/2013 (Дублінський регламент).
- Регламент № 606/2013 про взаємне визнання заходів захисту в цивільних справах[de].
- Регламент № 666/2013 про вимоги до екодизайну пилососів[de].
- Регламент № 813/2013 про вимоги до екодизайну для обігрівачів приміщень та комбінованих обігрівачів[de].
- Регламент № 952/2013[de] Європейського Парламенту та Ради, ухвалений 9 жовтня 2013 року, заснував Митний кодекс Європейського Союзу[de].[25]
- Регламент № 1303/2013 Європейського Парламенту та Ради від 17 грудня 2013 року, що встановлює загальні положення щодо Європейського фонду регіонального розвитку, Європейського соціального фонду, Фонду згуртованости[en], Європейського сільськогосподарського фонду розвитку сільської місцевості[en] та Європейського фонду морського та рибного господарства[en] та встановлює загальні положення щодо Європейського фонду регіонального розвитку, Європейського соціального фонду, Фонду згуртованости та Європейського фонду морського та рибного господарства та про скасування Регламенту Ради (ЄС) № 1083/2006[26], що застосовується до періоду з 1 січня 2014 року по 31 грудня 2020 року (див. статтю 26).
- Регламент № 1308/2013 про створення спільної організації ринків сільськогосподарської продукції. Наступні нормативні акти були ним скасовані: Регламенти Ради (ЄЕС) № 922/72, (ЄЕС) № 234/79, (ЄС) № 1037/2001 та (ЄС) № 1234/2007.[27]

### 2014 рік
- Регламент (ЄС) 165/2014 Європейського Парламенту та Ради щодо тахографів у автомобільному транспорті, виданий 4 лютого 2014 року, скасував Регламент Ради (ЄЕС) 3821/85 щодо записуючого обладнання в автомобільному транспорті та вніс зміни до Регламенту (ЄС) 561/ 2006 Європейського Парламенту та Ради про гармонізацію певного соціального законодавства, що стосується автомобільного транспорту,[28] головним чином стосується специфікації так званого «розумного» тахографа.[28]
- Регламент № 223/2014 про європейський фонд допомоги[de].
- Регламент № 536/2014 про клінічні випробування.
- Регламент № 548/2014 про малі, середні та великі силові трансформатори[de].
- Регламент № 596/2014 про зловживання на ринку[de].
- Регламент № 600/2014 про ринки фінансових інструментів [de].
- Регламент № 654/2014 про зовнішні морські кордони[de].
- Регламент № 655/2014, що встановлює процедуру Європейського наказу про збереження рахунків для полегшення транскордонного стягнення боргів у цивільних та комерційних справах[de].
- Регламент № 806/2014 про єдині правила та процедуру ліквідації кредитних установ та деяких інвестиційних компаній в рамках Єдиного механізму вирішення та Єдиного фонду врегулювання.
- Регламент № 909/2014 про вдосконалення розрахунків за цінними паперами в межах Європейського Союзу та про центральні депозитарії цінних паперів[de].
- Регламент  № 910/2014  про електронну ідентифікацію та довірчі послуги для електронних транзакцій на внутрішньому ринку (eIDAS).
- Регламент № 1300/2014 про технічні специфікації щодо інтероперабельності, пов'язані з доступністю залізничної системи Союзу для осіб з інвалідністю та осіб з обмеженою мобільністю (PRM TSI).

### 2015 рік
- Регламент № 2015/760 про європейські довгострокові інвестиційні фонди[de].
- Європейські правила власності подружжя[de].
- Регламент № 2015/848 про неплатоспроможність.
- Регламент № 2015/2120 про мережевий нейтралітет.
- Регламент № 2015/2365 про фінансові операції з цінними паперами.

### 2016 рік
- Регламент № 2016/425 про засоби індивідуального захисту[de].
- Регламент про авдит № 537/2014/ЄС – цей регламент і змінена Директива авдиту (2014/56/ЄС) набули чинности 17 червня 2016 року. Регламент встановив механізми співпраці між органами нагляду за авдитом в ЄС.[29]
- Загальний регламент захисту даних 2016/679 - цей регламент передбачає, що кожна людина має право на захист своїх особистих даних . Регламент набрав чинности 25 травня 2018 року.
- Регламент № 2016/1103, який запроваджує посилену співпрацю у сфері юрисдикції, застосовного законодавства, а також визнання та виконання судових рішень у питаннях режиму власності подружжя.[de]
- Регламент № 2016/1104, який запроваджує посилену співпрацю в галузі юрисдикції, застосовного законодавства, а також визнання та виконання судових рішень у справах, що стосуються майнових наслідків реєстрованих партнерств.[de]

### 2017 рік
- Делегований Регламент № 2017/590 щодо регуляторних технічних стандартів для звітування про транзакції компетентним органам[de].
- Регламент № 2017/745 про клінічні дослідження та продаж медичних виробів для використання людиною.
- Регламент № 2017/746 про медичні вироби для діагностики in vitro.
- Регламент № 2017/1001 про торговельні марки.
- Регламент № 2017/1129 про проспект цінних паперів
[de].
- Регламент № 2017/2402 про сек'юритизацію
[de].

### 2018 рік
- Регламент № 2018/302 про геоблокування[de].
- Регламент № 2018/399 про Кодекс Союзу про правила пересування осіб через кордони (Шенгенський прикордонний кодекс) (кодифікація)[de].
- Регламент № 2018/842 про розподіл зусиль (зміну клімату)[de].
- Регламент № 2018/858 про схвалення та ринковий нагляд за моторними транспортними засобами та їхніми причепами, а також системами, компонентами та окремими технічними вузлами, призначеними для таких транспортних засобів.[de]
- Регламент № 2018/1139 про спільні правила у сфері цивільної авіації та створення Агентства авіаційної безпеки Європейського Союзу[en].
- Регламент № 2018/1725 про захист фізичних осіб у зв'язку з опрацюванням персональних даних установами, органами, офісами та агентствами Союзу та про вільний рух таких даних[de].
- Регламент № 2018/1806 про перелік третіх держав, громадяни яких повинні мати візи при перетині зовнішніх кордонів, та держав, громадяни яких звільняються від цієї вимоги (кодекс)[de].
- Регламент № 2018/1971 про міжнародні дзвінки.
- Регламент № 2018/1999 про управління Енергетичним Союзом та кліматичні дії[de].
- Регламент про блокування, спочатку введене в дію як Регламент Ради (ЄС) № 2271/96, прийняте для «забезпечення захисту від екстериторіального застосування та протидії наслідкам» певних законів,[30] усіх з яких є федеральним законодавством Сполучених Штатів.

### 2019 рік
- Регламент № 2019/6 про ветеринарні лікарські засоби[de].
- Регламент № 2019/631 про скорочення викидів.
- Регламент (ЄС) 2019/787 Європейського Парламенту та Ради від 17 квітня 2019 року щодо визначення, опису, представлення та маркування спиртних напоїв, використання назв спиртних напоїв у представленні та маркуванні інших харчових продуктів, захист географічних зазначень для спиртних напоїв, використання етилового спирту та дистилятів сільськогосподарського походження в алкогольних напоях, а також скасування Регламенту (ЄС) № 110/2008.[31] У цьому регламенті зазначається, що скасований Регламент (ЄС) № 110/2008 «виявився успішним у регулюванні сектору спиртних напоїв», але «у світлі останнього досвіду та технологічних інновацій, розвитку ринку та мінливих очікувань споживачів необхідно оновити правила щодо визначення, опису, презентації та маркування спиртних напоїв, а також переглянути способи реєстрації та захисту географічних зазначень для спиртних напоїв».[31]
- Регламент № 2019/881 про ENISA (Агентство Європейського Союзу з кібербезпеки) та про сертифікацію кібербезпеки інформаційно-комунікаційних технологій (Акт про кібербезпеку)[de].
- Регламент № 2019/1020 про ринковий нагляд та відповідність продуктів.
- Регламент № 2019/1021 про стійкі органічні забруднювачі[de].
- Регламент Ради (ЄС) № 2019/1111 від 25 червня 2019 року про юрисдикцію, визнання та виконання рішень у подружніх справах та питаннях батьківської відповідальности, а також про міжнародне викрадення дітей (Брюссель II).
- Регламент № 2019/1150 про сприяння справедливості та прозорості для бізнес-користувачів послуг онлайн-посередництва[de], що стосується комерційного надання послуг, які «дозволяють бізнес-користувачам пропонувати товари чи послуги споживачам, з метою полегшення ініціювання прямих транзакцій між цими бізнес-користувачами та споживачами, незалежно від того, де ці транзакції остаточно укладаються».[32]
- Регламент № 2019/1242 про викиди важких транспортних засобів.
- Регламент № 2019/2088 про розкриття інформації, пов'язаної зі сталим розвитком, у секторі фінансових послуг[de],[33] також відомий як Регламент розкриття інформації про стійке фінансування (SFDR). Цей регламент було прийнято з метою підвищення прозорості щодо стабільності фінансових продуктів і, таким чином, для підтримки спрямування приватних інвестиційних фондів на стійкі інвестиції.[34]

### 2020 рік
- Регламент № 2020/852 про таксономію[de].
- Регламент № 2020/878 про внесення змін до REACH[de].
- Регламент № 2020/1784 про вручення судових і позасудових документів.
- Регламент № 2020/1149 про внесення змін до REACH[de].
- Регламент № 2020/2092 про умовність верховенства права.
- Регламент № 2020/1818 про мінімальні стандарти для контрольних показників кліматичного переходу ЄС і контрольних показників, узгоджених з Паризькою угодою[de].

### 2021 рік
- Регламент № 2021/782 про права та обов'язки пасажирів залізничного транспорту.
- Регламент № 2021/784 про боротьбу з поширенням терористичного контенту в Інтернеті[de].
- Регламент № 2021/1056 про створення Фонду справедливого переходу[de].
- Регламент № 2020/1149 (Європейське кліматичне право)[de].
- Регламент № 2021/2115 про прямі виплати фермерам.
- Делегований регламент № 2023/2772 про стандарти звітности зі сталого розвитку[de].

### 2022 рік
- Регламент № 2021/123 про посилену роль Європейського агентства з лікарських засобів у готовності до кризових ситуацій та управлінні лікарськими засобами та медичними виробами.
- Регламент № 2022/612 про роумінг у мережах мобільного зв'язку загального користування в межах Союзу.
- Регламент № 2022/858 про пілотний режим для ринкових інфраструктур, заснованих на технології розподіленого реєстру[en], та внесення змін до Регламентів (ЄС) № 600/2014 та (ЄС) № 909/2014 і Директиви 2014/65/ЄС.[17]
- Регламент № 2022/868  про європейське управління даними (Акт про управління даними).
- Регламент № 2022/1288 про розкриття інформації[de].
- Регламент № 2022/1925 про конкурентні та чесні ринки в цифровому секторі (Акт про цифрові ринки).
- Регламент № 2022/2065 про єдиний ринок цифрових послуг (Акт про цифрові послуги).
- Регламент № 2022/2554 про цифрову операційну стійкість фінансового сектору.

### 2023 рік
- Регламент № 2023/955 про створення Соціального кліматичного фонду[de].
- Регламент № 2023/956 про встановлення механізму вуглецевого коригування імпорту.
- Регламент № 2023/1114 про ринки криптоактивів.
- Регламент № 2023/1115 про ланцюги поставок без вирубки лісів[de].
- Регламент 2023/1542 про батареї.
- Регламент № 2023/1781, що встановлює рамки заходів для зміцнення європейської напівпровідникової екосистеми (Акт про чипи).
- Регламент № 2023/2631 про європейські зелені облігації та необов'язкове розкриття інформації щодо облігацій, що продаються як екологічно стійкі, та облігацій, пов'язаних із цілями сталого розвитку[de].
- Регламент (ЄС) № 2023/2854 про гармонізовані правила щодо справедливого доступу до даних та їх використання (Акт про дані).
- Регламент № 2023/2859 про створення єдиного європейського порталу доступу для централізованого доступу до загальнодоступної інформації, що стосується фінансових послуг, ринків капіталу та сталого розвитку[de].
- Загальний регламент про безпеку продукції.

### 2024 рік
- Пакт про надання притулку та міграцію (замінює Дублінський регламент).
- Регламент № 2024/1083 про встановлення спільних рамок для медіа-послуг на внутрішньому ринку (Європейський акт про свободу медіа).
- Регламент № 2024/1157 про перевезення відходів.
- Регламент № 2024/1689, що встановлює гармонізовані правила щодо штучного інтелекту (Акт про штучний інтелект).
- Регламент № 2024/1991 про відновлення природи.
- Регламент 2024/2847 про горизонтальні вимоги до кібербезпеки для продуктів з цифровими елементами (Акт про кіберстійкість).

## Імплементаційні регламенти
Імплементаційні регламенти спрямовані на забезпечення однакового впровадження європейського законодавства. Їх предмет обмежується питаннями, необхідними для однакової реалізації. Прикладом є імплементаційний регламент Комісії (ЄС) № 668/2014, виданий Комісією 13 червня 2014 р., який «встановлює правила застосування Регламенту (ЄС) № 1151/2012 Європейського парламенту та Ради щодо схем якости на сільськогосподарську продукцію та продукти харчування».

### 2008 рік
- Регламент № 1275/2008 про імплементацію Директиви 2005/32/ЄС Європейського Парламенту та Ради щодо вимог до екодизайну для споживання електроенергії в режимі очікування та вимкненого режиму електричного та електронного побутового та офісного обладнання.

### 2011 рік
- Імплементаційний регламент № 282/2011 про встановлення імплементаційних інструментів для Директиви 2006/112/ЄС про спільну систему податку на додану вартість.

### 2012 рік
- Імплементаційний регламент № 923/2012, що встановлює загальні правила повітряного простору та операційні положення щодо послуг і процедур в аеронавігації.

### 2016 рік
- Імплементаційний регламент № 2016/1141 (перелік інвазивних чужорідних видів, що викликають занепокоєння в ЄС)[en].

### 2019 рік
- Імплементаційний регламент № 2019/947 про безпілотні літальні апарати.

### 2023 рік
- Імплементаційний регламент № 2023/138[de].